# إيزابيل ديمونجيوت
إيزابيل ديمونجيوت (بالفرنسية: Isabelle Demongeot)‏ مواليد 18 سبتمبر 1966 في فرنسا، هي لاعبة كرة مضرب فرنسية سابقة بدأت مسيرتها كمحترفة سنة 1983 وكانت تلعب باليد اليمنى، اعتزلت اللعب في 1996. أعلى تصنيف لها في الفردي كان المركز الـ 35 في سنة 1988. أعلى تصنيف لها في الزوجي كان المركز الـ 20 في سنة 1989. سبق أن شاركت في دورة الألعاب الأولمبية الصيفية.

## روابط خارجية
- إيزابيل ديمونجيوت على موقع رابطة محترفات التنس (الإنجليزية)
- إيزابيل ديمونجيوت على موقع الاتحاد الدولي لكرة المضرب (الإنجليزية)
- إيزابيل ديمونجيوت على موقع كأس بيلي جين كينغ (الإنجليزية)
- إيزابيل ديمونجيوت على موقع خلاصة التنس.كوم (الإنجليزية)
- إيزابيل ديمونجيوت على موقع أوليمبيديا (الإنجليزية)